# Juliette Adam
Pour les articles homonymes, voir Adam (homonymie) et Lambert.
Juliette Lambert, épouse La Messine, puis Adam , née le 4 octobre 1836 à Verberie et morte dans sa centième année, le 23 août 1936 à Callian, est une écrivaine, polémiste, salonnière féministe, femme de lettres et  républicaine française.

## Biographie
Juliette Lambert, fille d’un médecin de province, le docteur Jean-Louis Lambert, est élevée par ses grands-parents à Chauny tandis que son père vit à Blérancourt. Sa grand-mère, Madame Séron, eut une grande influence sur elle.
Elle épouse à 16 ans l'avocat Alexis La Messine et commence à écrire sous ce nom. Elle a une fille, Alice, en 1854. Le couple emménage à Paris dans les années 1850, où elle fréquente des cercles philosophiques républicains et littéraires. Conduite par une santé prétendument chancelante, qui ne l’empêchera pas de vivre presque centenaire, elle découvre Golfe-Juan où elle achète, en 1858, un terrain pour y construire une villa nommée « Les Bruyères », lançant la vogue de cette station balnéaire.
Séparée en 1859 (lire ci-dessous son Engagement féministe), elle signe Juliette Lamber. Veuve en 1867, elle épouse en 1868 l'avocat Edmond Adam, de 20 ans son aîné, député de la gauche républicaine.
Son salon parisien du 23, boulevard Poissonnière, dont Léon Gambetta est le grand homme, est un foyer actif d’opposition à Napoléon III et devient l’un des cercles républicains les plus en vue. S’y retrouvent Adolphe Thiers, Émile de Marcère, George Sand, Charles de Freycinet, Marie d'Agoult, Eugène Pelletan, Gabriel Hanotaux, Edmond About, Louis Blanc, Alphonse Daudet, Julia Daudet, Camille Flammarion, Georges Clemenceau, l'éditeur Jules Hetzel, le peintre Léon Bonnat, le poète Sully Prudhomme, Louise Ackermann, Émile de Girardin, Gustave Flaubert, Jeanne Loiseau, qui publie sous le nom de Daniel Lesueur, Louis de Ronchaud, Gaston Paris, Victor Hugo, Guy de Maupassant, Jane Dieulafoy, Ivan Tourguéniev, Judith Gautier, Aurélien Scholl ou le Grec Dimítrios Vikélas.
Lorsque tombe le Second Empire, c’est parmi les familiers de ce cercle que se recrutent les hommes de gouvernement. Juliette Adam s’impose dans le Paris du lendemain de la défaite de 1871, qui voit la République s’installer progressivement. Femme d’influence, elle se veut l’incarnation de « la Grande Française », déterminée à rendre à la France abaissée son rang en Europe, jusqu’au bellicisme et à la xénophobie. Elle sera notamment l’apôtre d’une alliance avec la Russie.
En juin 1877, son mari Edmond Adam, meurt, âgé de 60 ans, elle-même en ayant 40. Amie de George Sand, de Julie-Victoire Daubié et de Marie-Anne de Bovet, elle se détache de Gambetta lorsqu’il accède, en 1879, à la présidence de la Chambre et se tourne vers la littérature.
En 1879, elle fonde La Nouvelle Revue, qu'elle anime pendant vingt ans, jusqu'en 1899, où elle la revend à Pierre-Barthélemy Gheusi. Elle y publie notamment les premiers romans de Paul Bourget ou Le Calvaire d'Octave Mirbeau. Elle encourage également les débuts littéraires de Pierre Loti, d'Alexandre Dumas fils et de Léon Daudet.
En août 1882, elle achète, à Gif-sur-Yvette, le domaine de l’Abbaye, où elle vivra de 1904 jusqu’à sa mort en 1936. À partir de 1887, elle installe son salon parisien au 190, boulevard Malesherbes.
Elle fait partie du premier jury du prix Vie Heureuse, l’ancêtre du prix Femina créé, en 1904, par des femmes de lettres comme la comtesse de Noailles, Séverine, Daniel Lesueur, Jean Bertheroy, etc..
Elle est la présidente lors de la création en mars 1915 de la Croisade des Femmes françaises, avec Julie Siegfried et Jeanne Loiseau, cette dernière lui succédant à la présidence en 1916 jusqu'à l'Armistice. Le mouvement atteint rapidement les 10 000 adhérentes.
L’Académie française lui décerne le prix Jules-Favre en 1917, le prix Auguste Furtado en 1920 et le prix d’Académie en 1927 pour l'ensemble de son œuvre.
En 1919, elle est la seule femme assistant à la signature du traité de Versailles, invitée par Georges Clemenceau.
Elle meurt à Callian (Var) en août 1936, âgée de 99 ans. Convertie au catholicisme depuis 1905, elle est inhumée au cimetière du Père-Lachaise (54e division).

## Engagement féministe
En 1858, lorsque Proudhon publie De la justice dans la Révolution et dans l'Église, Juliette Lambert est scandalisée par les propos misogynes et les attaques directes concernant George Sand et Daniel Stern. Elle décide de répondre dans un ouvrage intitulé Idées anti-proudhoniennes sur l'amour, la femme et le mariage publié la même année sous la signature J. La Messine. Le succès du livre est tel que son mari demande à en récupérer les bénéfices, la loi l'autorisant à le faire en tant qu'époux. Cela amène le couple à se séparer en 1859.
Dans les années 1870, elle diffuse les brochures de Julie-Victoire Daubié. Dix ans plus tard elle intègre le Suffrage des femmes, mouvement dont Hubertine Auclert est à l'origine. Mais « désenchantée par les médiocres effets du suffrage universel masculin », elle change d'avis et rallie l'antiparlementarisme tout en conservant sa position républicaine. Néanmoins, elle apporte son soutien à l'association L'avant-Courrière, gérée par Jeanne Schmahl, dont le but est de « réformer le code civil en faveur de l'autonomie matérielle de l'épouse ».
Dans les années 1890, Juliette Adam propose à des féministes modérées de participer à sa Nouvelle Revue et rédige des articles sur la condition des femmes.

## Hommages
- Le roman Pêcheur d'Islande de Pierre Loti lui est dédié avec la mention : « Hommage d'affection filiale ».
- Un collège[17],[18] et une rue de Gif-sur-Yvette portent le nom de Juliette Adam.
- Une avenue de Golfe-Juan et une rue de sa ville natale de Verberie ont également reçu son nom.
- Une rue de Chauny porte son nom de naissance, Juliette Lambert (avec un « t »).
- Paris lui a rendu hommage en attribuant de son vivant, par un arrêté du 5 juin 1897, son nom de plume, Juliette Lamber (sans « t »), à une rue du 17e arrondissement.
- Une rue de Brive-la-Gaillarde lui rend hommage (arrêté de 1936).

## Œuvres

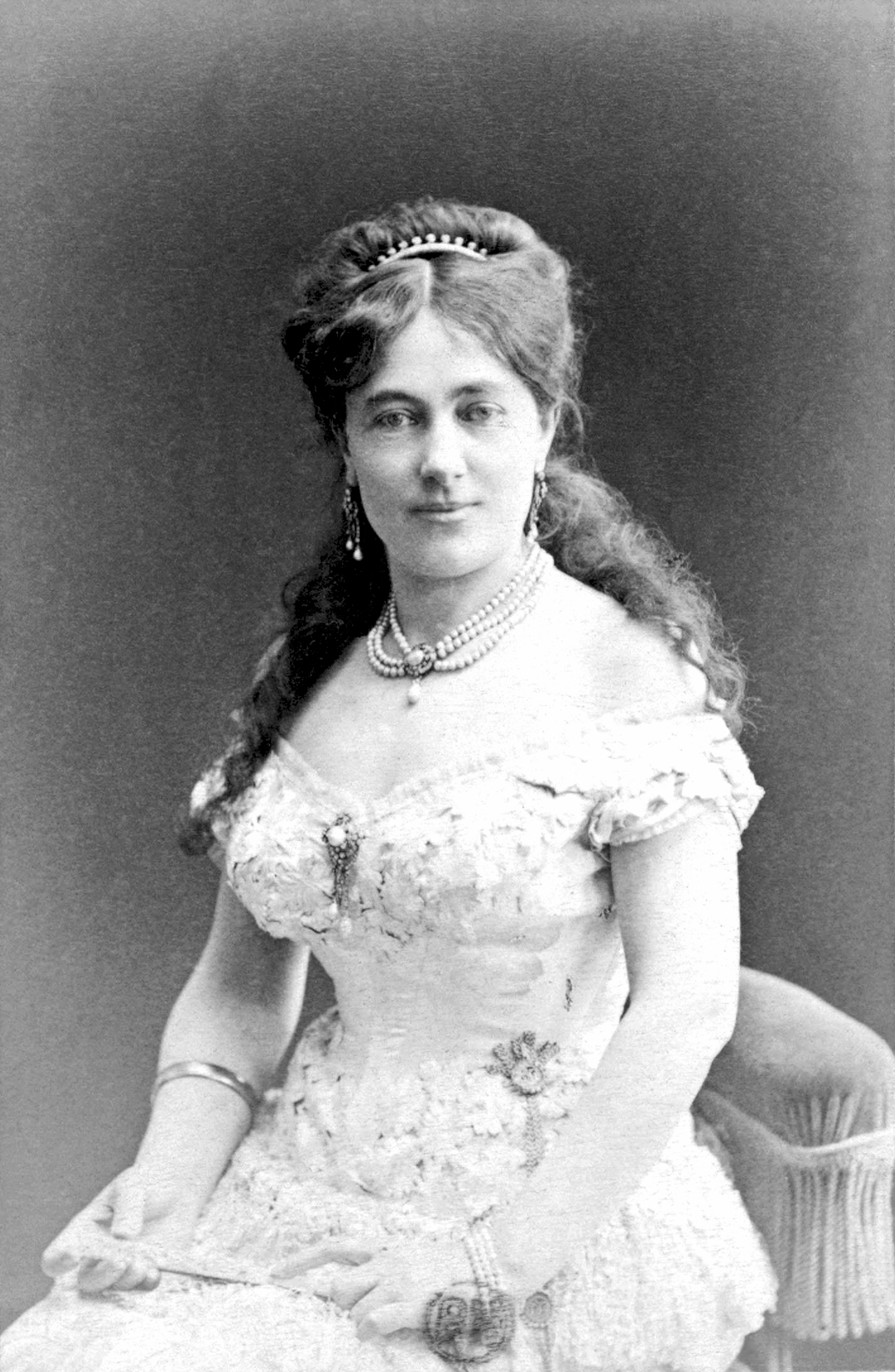
Juliette Adam par Nadar.

- Juliette La Messine, Idées antiproudhoniennes sur l’amour, la femme et le mariage, Paris, A. Taride, 1858 (lire en ligne)Nouvelle édition, par Juliette Lamber, Paris, Michel Lévy frères, 1868.
- Juliette Lamber (Mme Edmond Adam), Le Siège de Paris : Journal d’une Parisienne, Paris, Michel Lévy, 1873 (lire en ligne)Devenu le tome IV des Souvenirs.
- Juliette Lamber, Laide, Paris, Calmann-Lévy et Librairie Nouvelle, 1878 (lire en ligne).
- Juliette Lamber, Grecque, Paris, Calmann-Lévy, 1879, in-12 (OCLC 561638498, lire en ligne).
- Juliette Lamber (Mme Adam), Païenne, Paris, P. Ollendorff, 1883, III-237 p., in-8° (OCLC 250122327, lire en ligne).
- Juliette Lamber, L'éducation de Laure, Paris : Michel Lévy, 1869, in-18.
- Madame Juliette Adam (Juliette Lamber), Mes souvenirs, 7 vol., Paris, A. Lemerre, 1902-1910 :
  - I. Le Roman de mon enfance et de ma jeunesse, 1902 ;
  - II. Mes premières armes littéraires et politiques (1855-1864), 1904 ;
  - III. Mes sentiments et nos idées avant 1870 (1865-1870), 1905 ;
  - IV. Mes illusions et nos souffrances pendant le siège de Paris, 1906 ;
  - V. Mes angoisses et nos luttes (1871-1873), 1907 ;
  - VI. Nos amitiés politiques avant l’abandon de la Revanche (1873-1877), 1908 ;
  - VII. Après l’abandon de la Revanche (1877-1880), 1910.
- Juliette Adam, Impressions françaises en Russie, Paris, Hachette, 1912, 244 p. (OCLC 9119324, lire en ligne).
- Mme Adam (Juliette Lamber), Chrétienne, Paris, Plon, 1913, 321 p. (OCLC 7221369, lire en ligne).
- Mme Adam (Juliette Lamber), La Vie des âmes, Paris, Grasset, 1919, 268 p., prix Auguste-Furtado de l’Académie française en 1920.
- Mme Juliette Adam (Juliette Lamber), L’Angleterre en Égypte, Paris, Imprimerie du Centre, 1922, 416 p., in-8° (OCLC 561637018, lire en ligne).